# Jevons paradox
Jevons paradox syftar på paradoxen att teknisk utveckling som ökar resurs- och energieffektivitet i samhället tenderar att medföra ökad, snarare än minskad, konsumtion av resursen ifråga.

## Paradoxens upptäckt
År 1865 observerade den engelske ekonomen William Stanley Jevons att teknologiska förbättringar som ökade effektiviteten vid kolanvändning ledde till ökad konsumtion av kol i många industrier. Han argumenterade därför för att det inte gick att lita på att tekniska energiförbättringar (energisnålare teknik) per automatik ledde till minskad bränsleförbrukning. Empiriska belägg för paradoxen finns i en studie om energianvändning i USA och sex europeiska länder mellan 1960 och 2002.